# Албајсин
Албајсин је четврт у граду Гранади у којој се налазе кривудаве уличице из периода маварске владавине Гранадом. Албајсин је 1994. године увршћена на УНЕСКО-ву листу светске баштине у склопу заштићене целине Алхамбра, Хенералифе и Албајсин, Гранада.
Налази се на узвишењу које гледа на Алхамбру и многи туристи одлазе у Албајсин да би имали добар поглед на утврђење Алхамбре. У Албајсину се налазе остаци комплекса арапског купатила, археолошки музеј Гранаде и црква Сан Салвадор (шп. San Salvador), која је изграђена на остацима маварске џамије. У Албајсину се, такође, налазе и куће из маварског периода, бројни ресторани и неколико улица чији су ресторани инспирисани северном Африком.